# Šen I-kuan
Šen I-kuan (čínsky pchin-jinem Shěn Yīguàn, znaky zjednodušené 沈一贯, tradiční 沈一貫; 1531–1615) byl čínský politik mingského období. Císař Wan-li ho roku 1594 jmenoval velkým sekretářem, roku 1601 povýšil na prvního velkého sekretáře a neformálně tak stanul v čele mingské vlády. Roku 1606 odešel z úřadu.

## Jména
Šen I-kuan používal zdvořilostní jména Ťien-wu (čínsky pchin-jinem Jiānwú, znaky 肩吾), Pu-i (čínsky pchin-jinem Bùyí, znaky 不疑) a C’-wej (čínsky pchin-jinem Zǐwéi, znaky 子唯) a pseudonymy Lung-ťiang (čínsky pchin-jinem Lóngjiāng, znaky zjednodušené 龙江, tradiční 龍江) a Ťiao-men (čínsky pchin-jinem Jiāomén, znaky zjednodušené 蛟门, tradiční 蛟門). Za zásluhy o stát byl poctěn posmrtným jménem Wen-kung (čínsky pchin-jinem Wéngōng, znaky 文恭).

## Život
Šen I-kuan se narodil roku 1531, pocházel z okresu Jin v Če-ťiangu. Studoval konfuciánské klasiky a skládal úřednické zkoušky: roku 1561 prošel provinčními zkouškami a získal titul ťü-žen a roku 1568 složil i nejvyšší stupeň zkoušek, palácové, a získal hodnost ťin-š’. Poté nastoupil do akademie Chan-lin jako bakalář, později povýšil na korektora. K jeho povinnostem patřila i výuka mladého císaře Wan-liho (vládl 1572–1620). Po úmrtí velkého sekretáře Čang Ťü-čenga roku 1582 (který stál v cestě jeho kariéře) byl opakovaně povýšen a roku 1584 jmenován náměstkem ministra státní správy. Roku 1594 se stal nankingským ministrem obřadů, ale téhož roku byl přeložen do Pekingu na místo velkého sekretáře (společně s Čchen Jü-pim). Jako velký sekretář se snažil udržovat dobré vztahy s císařem, což mu vyneslo nepřízeň opozice ve vládě.
Angažoval se v otázce jmenování následníka trůnu; roku 1599, u příležitosti osmnáctin císařova nejstaršího syna přišla vlna žádostí o jeho jmenování korunním princem, císař Wan-li reagoval požadavkem na ministerstvo financí, aby shromáždilo 24 milionů liangů (téměř 900 tun) stříbra k úhradě nákladů ceremonií spojených s jmenováním následníka (a ostatních synů knížaty). Od císaře to byla jasná obstrukce (požadavek několikanásobně převyšoval roční příjmy ministerstva ve stříbře a odpovídal ročnímu příjmu státu ve stříbře i naturáliích dohromady). Šen I-kuan v té souvislosti protestoval proti novým daním vypsaným k shromáždění dotyčných financí. I v následujících letech připomínal císaři nutnost jmenování následníka, panovník souhlasil až roku 1601 a velký sekretariát připravil edikt. Císař se na poslední chvíli pokusil vyhlášení ediktu odložit, ale Šen tvrdě stál na svém a neustoupil, takže v listopadu 1601 císař konečně jmenoval nejstaršího syna následníkem a čtyři mladší syny knížaty.
Roku 1600 byl (formálně) jmenován ministrem státní správy a v říjnu 1601, po smrti prvního velkého sekretáře Čao Č’-kaoa, zaujal jeho místo v čele velkého sekretariátu. Už během Čao Č’-kaovy nemoci žádal panovníka o jmenování dalších sekretářů k němu a Čaovi. Císař nevěřil úředníkům metropole soustřeďujícím se na frakční střety místo zájmu o prospěch státu, Šen proto do sekretariátu navrhl Šen Liho a Ču Kenga, bývalé úředníky žijící mimo Peking, s čímž panovník souhlasil a v říjnu 1601 je jmenoval.
V březnu 1602 císař vážně onemocněl, v předtuše smrti k sobě povolal velké sekratáře a ministry, Šenovi přikázal sestavit edikt o zrušení důlní daně, zrušení zakázek pro státní textilní manufaktury v Su-čou a Chang-čou a porcelánky v Ťiang-si, odvolání na ně dozírajících eunuchů a propuštění úředníků uvězněných za kritiku císaře. Následující den se však císaři ulevilo a k Šenovi se dostavili eunuši žádající o vydání již napsaného ediktu. Šen nějakou dobu odolával, nakonec jim však edikt vydal. Od mnoha úředníků se na něj zato snesla vlna kritiky, že měl edikt oficiálně vyhlásit bez ohledu na císařovu změnu názoru. Vysocí úředníci žádali pak císaře o provedení zmíněných opatření, avšak neúspěšně.
Spolupráce s Šen Liem byla obtížná a vztahy napjaté, dotyčný totiž věřil, že za svůj úřad vděčí toliko císaři a nebyl vůči Šen I-kuanovi nijak poddajný; do konfliktů se Šen I-kuan dostal i dalšími významnými hodnostáři, náměstkem ministra státní správy Jang Š’-čchiaoem, náměstkem ministra obřadů Kuo Čeng-jüem a vedoucím kontrolního úřadu Wen Čchunem. Jang Š’-čchiao a Wen Čchun zorganizovali hodnocení úředníků roku 1604, nicméně výsledky se soupisem návrhů na odvolání ležely v císařském paláci několik měsíců, než v lednu 1605 císař rozhodl, že všichni cenzoři a sekretáři úřadů dohledu navržení k odvolání zůstanou, ale Wen Čchun má svolení k rezignaci. Proti tomu se zvedla vlna protestů s tím, že za dvě staletí nikdy císař neignoroval výsledky hodnocení; Wan-li nakonec v srpnu 1605 svolil s vyhlášením výsledků a odchodem postižených hodnostářů.
Šen I-kuan byl terčem rostoucí kritiky za chyby v rozhodování a hamižnost, pod jejím tlakem požádal o uvolnění a v srpnu 1606 mu císař vyhověl; současně odvolal i Šen Liho. I na odpočinku byl objektem útoků a jeho straníci v Pekingu také. Zemřel roku 1616, císař jeho práci pro stát ocenil udělením posmrtného jména.